# 邹韵
邹韵（1988年—），中国大陆主持人、记者。本科就读于北京工业大学，毕业后赴英国留学，获得剑桥大学硕士学位。2019年参加《中央广播电视总台2019主持人大赛》，并获得新闻类金奖。现就职于中央廣播電視總台。

## 生平
中学就读于中国人民大学附属中学，中学时代英语便出类拔萃，毕业后考入北京工业大学外国语学院，大学期间在两项全国性英语演讲比赛中获奖。2009年加入记者行列，期间曾担任CCTV北美分台记者，后回到国内担任CGTN出镜记者。2015年，邹韵进入剑桥大学完成硕士学位的攻读。任职期间曾多次以英语外景记者的身份出现在央视的新闻报道中。2019年，邹韵参加《中央广播电视总台2019主持人大赛》，最终获得新闻类金奖。
2020年，鄒韻開始正式主持CGTN的節目，包括"The World Today"以及"Zoom In"等。
2021年2月2日，邹韵开始主持CCTV-13《环球视线》，4月5日于同频道节目《24小时》亮相。

## 奖项与荣誉
- 2009年「CCTV杯」全国英语演讲大赛季军[5][6]
- 《中央广播电视总台2019主持人大赛》新闻类金奖[4]